# La Talaudière
La Talaudière é uma comuna francesa na região administrativa de Auvérnia-Ródano-Alpes, no departamento de Loire. Estende-se por uma área de 7,63 km². Em 2010 a comuna tinha 7 031 habitantes (densidade: 921,5 hab./km²).